# Cuarteto de cuerda n.º 4 (Beethoven)

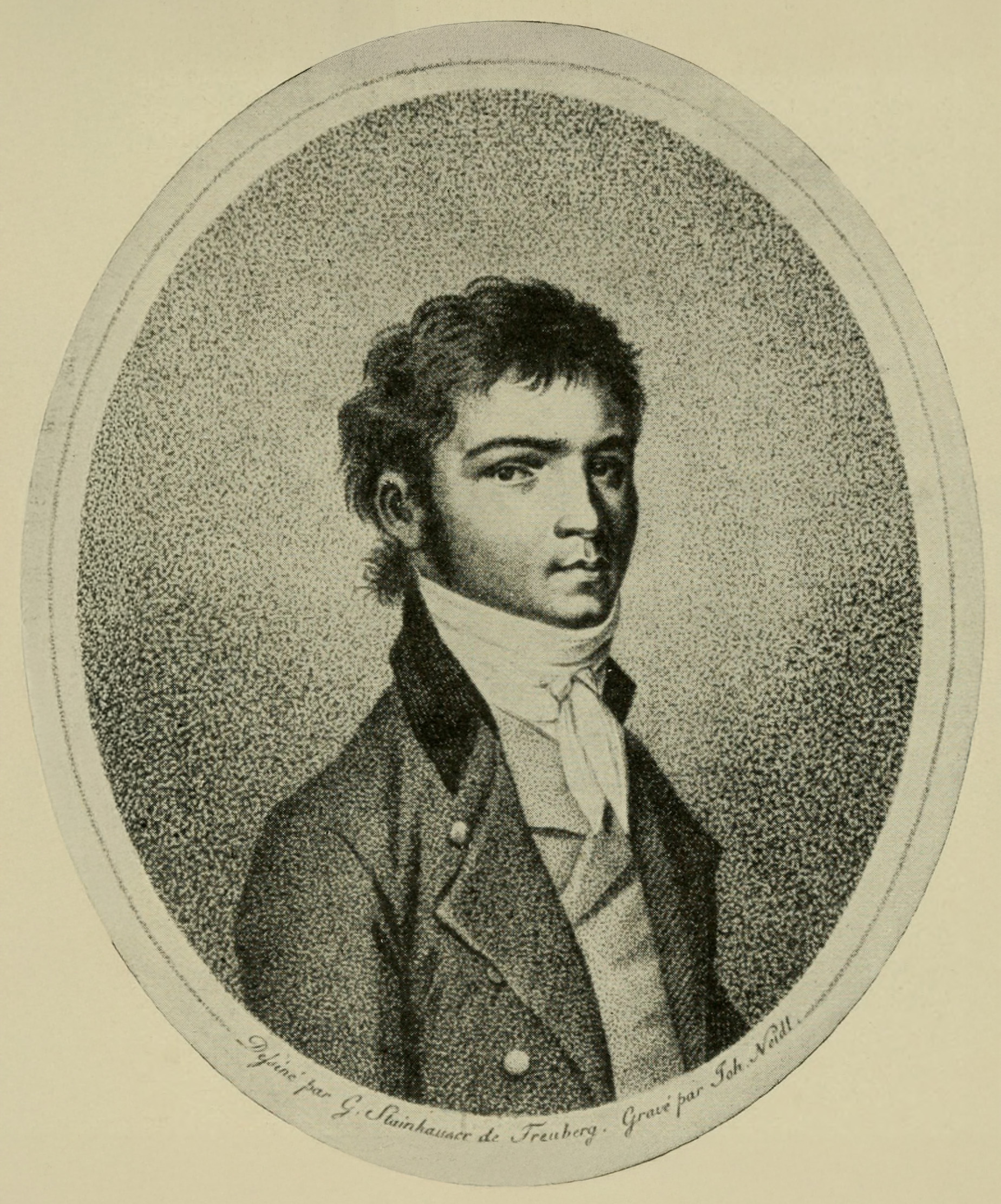
Beethoven en 1796.

El Cuarteto de cuerda n.º 4 en do menor, Op. 18 n.º 4 una pieza camerística compuesta por Ludwig van Beethoven en 1799. La partitura está dedicada al príncipe Joseph Franz von Lobkowitz. 

## Historia

### Composición

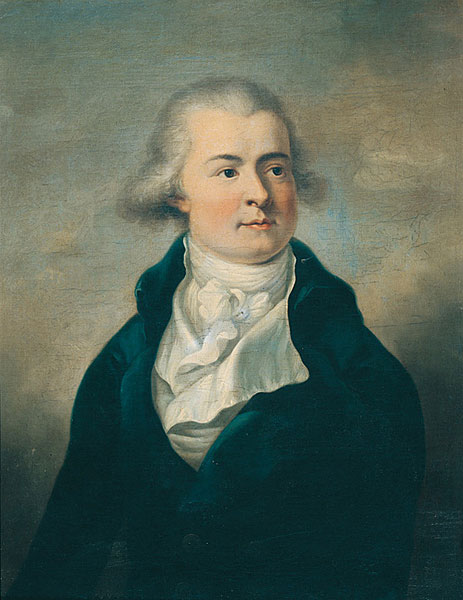
Príncipe Lobkowitz, dedicatario de la pieza.

Las seis piezas que conforman el Opus 18 son los Cuartetos n.º 1 en fa mayor, n.º 2 en sol mayor, n.º 3 en re mayor, n.º 4 en do menor, n.º 5 en la mayor y n.º 6 en si bemol mayor. La composición del cuarto cuarteto tuvo lugar en 1799. El número de opus de estos cuartetos se corresponde con el orden en que fueron impresos y no al orden en que fueron escritos. El orden de creación no se conoce con total seguridad debido a que se perdieron las partituras autógrafas, pero se puede deducir por los cuadernos de borradores. Así pues, el numerado como Op. 18/1 fue compuesto en segundo lugar mientras que el Op.18/3 fue el primero. El Op. 18/2 se compuso en tercer lugar. El Op. 18/4 probablemente fue el penúltimo en ser finalizado y el Op. 18/6  fue el último tanto en ser compuesto como en ser publicado.
En el caso del Op. 18/4 la falta de bocetos para esta pieza en los cuadernos de borradores del compositor llevó a suponer que ya se pudo haberse compuesto cuando Beethoven todavía vivía en Bonn. Aunque también es posible que hiciera bocetos para este cuarteto, pero estos se hayan perdido

### Publicación
La primera publicación de este opus fue llevada a cabo por el editor Tranquillo Mollo en 1801 en Viena. La dedicatoria que figura en la partitura impresa era el Fürst (príncipe) Joseph Franz Maximilian von Lobkowitz, uno de los primeros y principales mecenas de Beethoven en Viena. Como muestra de gratitud, Beethoven dedicó al príncipe las siguientes composiciones musicales: las Sinfonías n.º 3 "Eroica", n.º 5 y n.º 6 "Pastoral", además de los seis Cuartetos de cuerdas Op. 18, el Triple concierto Op. 56, el Cuarteto de cuerdas Op. 74 y el ciclo de lieder An die ferne Geliebte.   

## Estructura y análisis
La pieza consta de cuatro movimientos:
- I. Allegro ma non tanto, en do menor 4
4
- II. Scherzo. Andante scherzoso quasi Allegretto, en do mayor 3
8
- III. Menuetto. Allegretto, en do menor 3
4
- IV. Allegro - Prestissimo, en do menor 2
2

La interpretación de esta obra tiene dura aproximadamente 25 minutos.

### I.Allegro ma non tanto
En un estilo dramático, el tema principal de 12 compases del primer movimiento en menor se ejecuta a través de ritmos dobles y saltos de intervalo. Los acordes de Fortissimo conducen al tema secundario temáticamente relacionado del segundo violín en mi bemol mayor. La exposición se caracteriza por figuras de cadenza del primer violín, un tercer tema (también en mi bemol mayor) y después un final de pianissimo. Con el trémolo en relieve en las voces medias y los dos temas principales de desarrollo basado en el transcurso de la exposición. En la recapitulación, los acordes se amplifican y la transición se acorta antes de que la música termine una frase en Do menor. 
El movimiento muestra similitudes con el primer movimiento de la Sonata para piano n.º 8 en do menor op. 13, la "Patética", que Beethoven había completado poco antes de la composición del cuarteto. Según el biógrafo de Beethoven, Ernst Pichler, el comienzo de este movimiento podría representar una paráfrasis en la composición de la canción de Beethoven. Creo que tuya que está basada en un poema de Johann Wolfgang von Goethe, que la compuso para Josephine Brunsvik, que se considera la más posible destinataria de la carta de Beethoven a la Amada inmortal. Beethoven conoció a Josephine Brunsvik y a su hermana Therese Brunsvik durante la composición de los Cuartetos op. 18, les dio lecciones de piano y desarrolló sentimientos apasionados por la bella Josephine. 
Hugo Riemann juzgó estrictamente este movimiento: "Que la incapacidad de deshacerse de un motivo bastante intrusivo remite la melodía a un tiempo anterior está fuera de toda duda", mientras que Wilhelm von Lenz en este movimiento hay un "Flujo del sentimiento correcto y de una mente profunda ".

### II.Scherzo. Andante scherzoso quasi Allegretto
En contraste con el primer movimiento en do menor, el segundo movimiento del cuarteto se organiza como un Scherzoso, que está relacionado con el cuarteto  n.º 7, op. 59.1.
El tema octavo y decimosexto está diseñado como un fugato. Una transición también como fugato  sigue al tema de la principal. Esto retoma los ritmos del tema principal y, como la siguiente implementación, combina la técnica de fugato con el movimiento de sonata. Además, el desarrollo cambia entre mayor y menor y termina en el pianísimo menor. Hay tres temas en la recapitulación hasta que una coda, que comienza dramáticamente, termina el movimiento alegremente. 
El movimiento es similar al lento segundo movimiento de la Sinfonía n.º 1, en do mayor op. 21.

### III.Menuetto. Allegretto
El tercer movimiento probablemente se base en el Cuarteto en re menor KV 421 y posiblemente también en la Sinfonía en sol menor KV 550 de Wolfgang Amadeus Mozart. Los numerosos Sforzati retoman nuevamente el humor dramático del primer movimiento. En el trío mayor, los encadenamientos de tresillos se repiten en el primer violín. En 1818 Beethoven exigió 84 compases por minuto para el movimiento originalmente titulado "Allegretto", pero solo unos pocos intérpretes lo acatan. 

### IV.Allegro-Prestissimo
El cuarto movimiento se concibe como un rondó y está determinado por repeticiones sin variación. A pesar del tema cantabile, el estado de ánimo del movimiento sigue siendo excitado. El final está marcado por tres tresillos y un cambio de tonalidad: de do menor a do mayor. 
Similar al primer movimiento, el cuarto movimiento es similar al último movimiento de la sonata "Patética" de Beethoven.

## Recepción de la obra
Después de la publicación de los cuartetos op. 18, el compositor Doležalek dijo que solo le gustaban los cuartetos op. 18.2 y op. 18.4, con lo cual Beethoven respondió con desprecio: "¡Eso es suciedad real! Bueno para el público de mierda".
Se dice que Beethoven abandonó una interpretación del cuarteto después de unos pocos compases, porque el ritmo no le convenía. Según la propia evaluación de Beethoven, había una "sensación natural en él, pero poco arte".

## Discografía selecta
- 1942 – Cuarteto Busch (Sony)
- 1953 – Cuarteto Húngaro (EMI)
- 1959 – Cuarteto Fine Arts (Concert-Disc)
- 1968 – Cuarteto Italiano (Philips)
- 1974 – Cuarteto Végh (Auvidis-Valois)
- 1979 – Cuarteto Alban Berg (EMI)
- 2004 – Cuarteto Takács (Decca)
- 2009 – Cuarteto de cuerda de Tokio (Harmonia Mundi)
- 2011 – Cuarteto Artemis (Virgin Classics)
- 2012 – Cuarteto Belcea (Zig-Zag Territoires)
- 2020 – Cuarteto Ébène (Erato)